# Aram Tigran

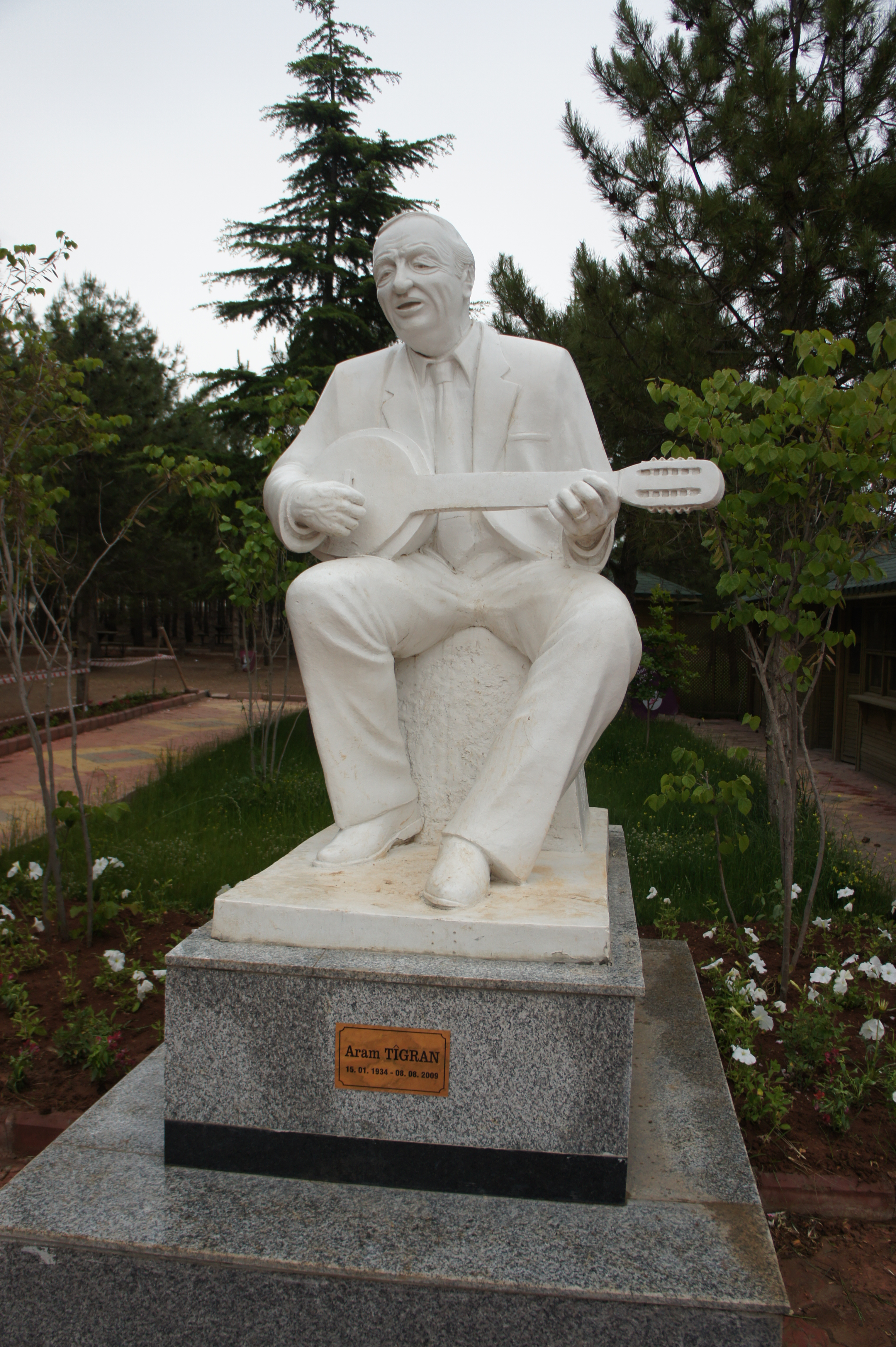
Denkmal für Aram Tigran in Silvan

Aram Tigran (armenisch Արամ Տիգրան, kurdisch Aramê Dîkran; * 15. Januar 1934 als Aram Melikian in Qamischli, Syrien; † 8. August 2009 in Athen) war ein armenischer Sänger, der hauptsächlich kurdische und armenische Lieder sang.

## Herkunft
Sein Vater stammte aus der Gegend um Diyarbakır und gehörte zu den Überlebenden des armenischen Völkermordes von 1915. Als einziger Überlebender seiner Familie flüchtete er als Zwölfjähriger mit einer Gruppe von Armeniern nach Qamischli im Nordosten Syriens. Ein kurdisches Ehepaar, das keine Kinder bekommen konnte, nahm ihn auf und zog ihn groß. Mit 29 Jahren heiratete er eine Kurdin.

## Leben
Schon mit neun Jahren interessierte sich Tigran für Musik und lernte die Knickhalslaute Oud. Mit 20 Jahren sang er kurdische, armenische, aramäische und arabische Lieder. 1966 ging er nach Jerewan und arbeitete dort 18 Jahre beim Rundfunk. Radio Jerewan sendete kurdische Sendungen, die auch im Osten der Türkei empfangen werden konnten. Seit den 1990er Jahren lebte er in Belgien und Griechenland.
Sein Repertoire umfasste 230 kurdische, 150 arabische, zehn aramäische, acht griechische und sieben zazaische Lieder, er veröffentlichte zahlreiche Musikalben. Anfangs begleitete er sich auf der Oud, später auf der Langhalslaute Cümbüş.
Tigran reiste 2009 nach Diyarbakır, um dort an den Newroz-Feierlichkeiten teilzunehmen, erkrankte dort jedoch. Im August 2009 wurde er in Athen in ein Krankenhaus eingeliefert. Am 8. August starb er. Sein Wunsch, ihn in Diyarbakır zu beerdigen, wurde ihm von der türkischen Regierung nicht gewährt, so dass er in Brüssel begraben wurde.
Aram Tigran war verheiratet und Vater von zwei Kindern.

## Alben
1. Çîyayê Gebarê
2. Zîlan
3. Serxwebûn Xweş E
4. Kurdistan
5. Xwezî Dîsa Zar Bûma
6. Rabin
7. Evîna Feqiyê Teyran
8. Keçê Dinê
9. Ey Welato Em Heliyan
10. Ay Dilberê
11. Dayê Min Berde
12. Diyarbekira Şêrîn
13. Ay Dil
14. Em Hatin
15. Heval Ferat

## Singles (Auswahl)
- Gelo Ew Ki Bu ?
- Şev Çu
- Ay Dilbere
- Lo Lo Pismamo
- Penaber